# 紅雙鋸魚
紅雙鋸魚，為輻鰭魚綱鱸形目隆頭魚亞目雀鯛科的其中一種。

## 分布
本魚分布於澳洲西部及北部海域。

## 深度
水深1至8公尺。

## 特徵
本魚體側扁，口小。體色為紅褐色，各魚鰭為橙紅色，頭部具一白色橫帶，從頭部經眼後延伸至下頷。背鰭硬棘10枚；軟條16至17枚；臀鰭硬棘2枚；軟條13至15枚。體長可達12公分。

## 生態
本魚主要生活在岩礁區，具有嚴格的統治階級：雌魚最大，繁殖中的雄魚第二大，隨著等級下降，雄魚非繁殖者逐漸變小，如果唯一的繁殖雌魚死亡，繁殖的雄魚將變成雌性，而最大的非繁殖者將成為繁殖的雄魚，屬雜食性，以藻類和浮游生物為食。

## 相似種

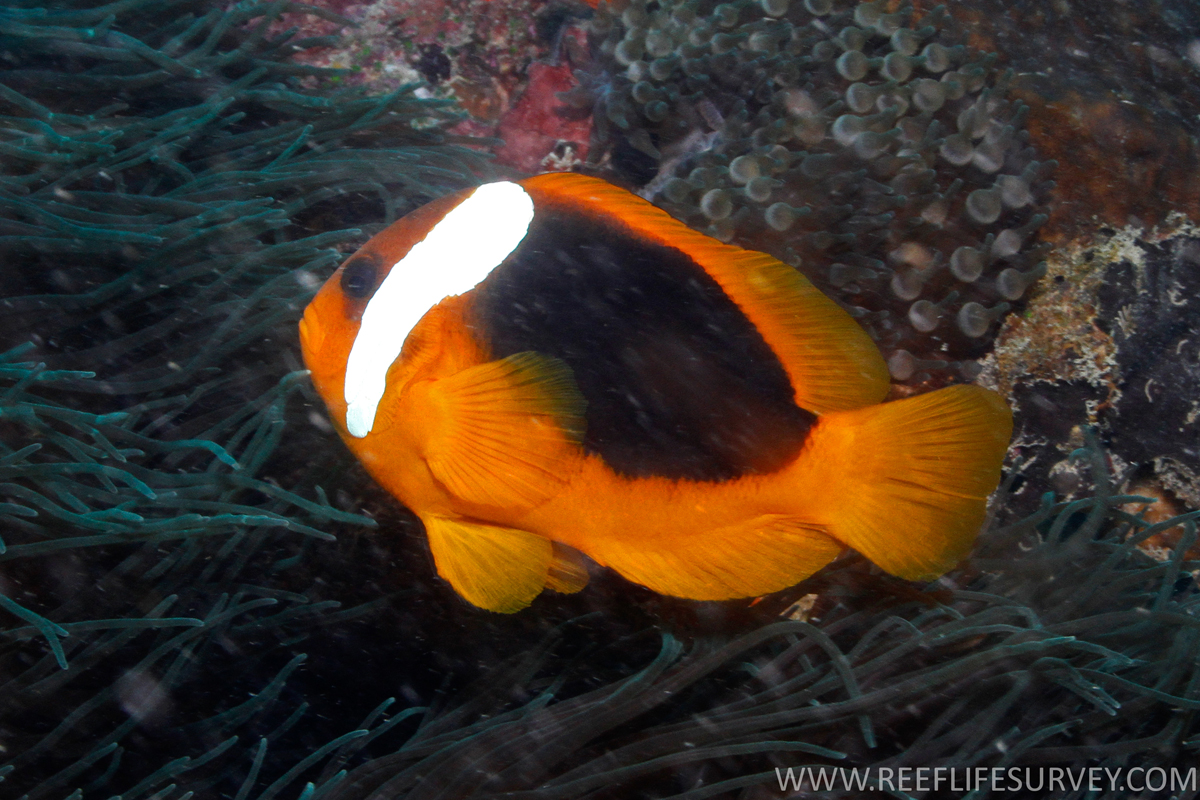
白條雙鋸魚(Amphiprion frenatus)
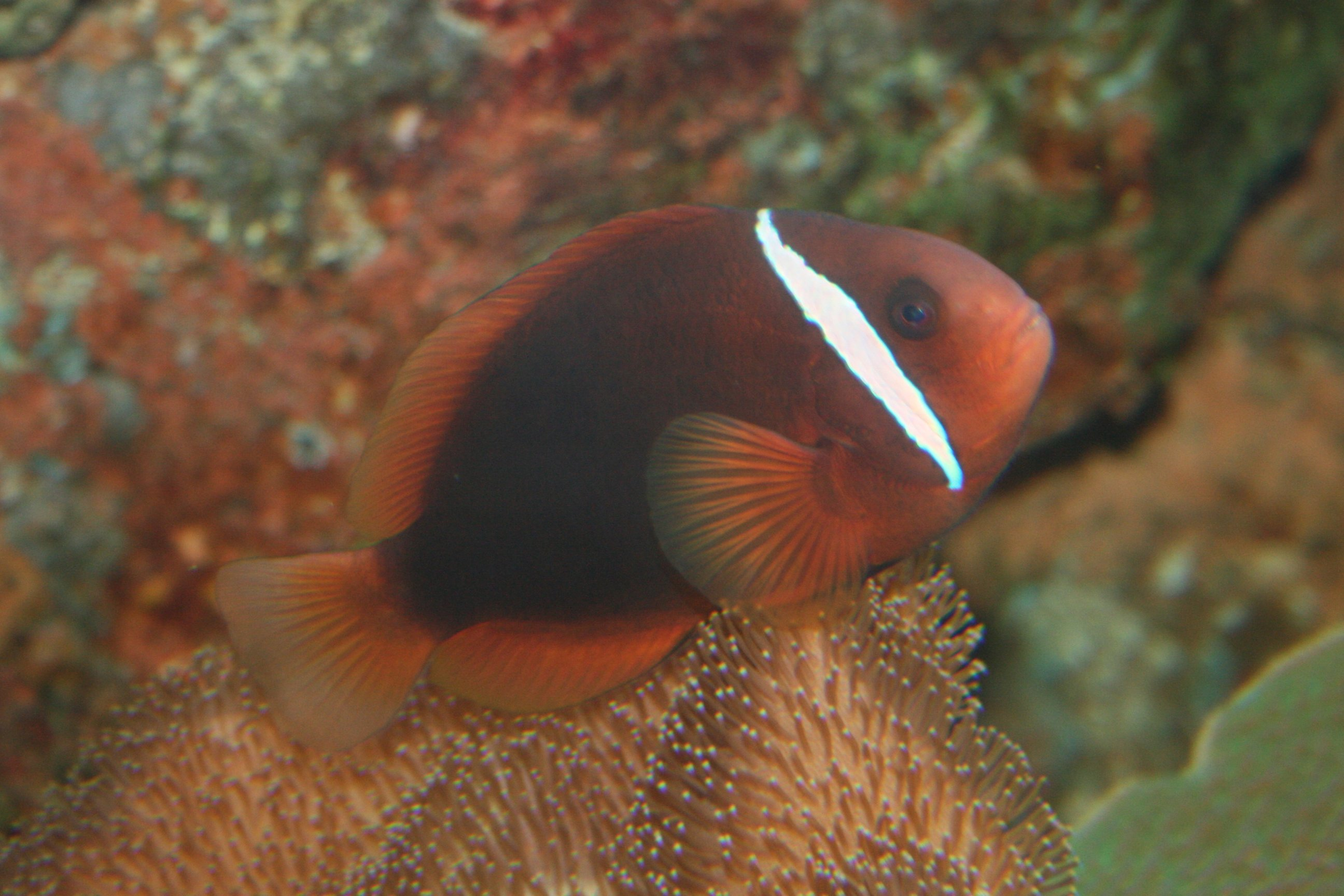
巴氏雙鋸魚(Amphiprion barberi)
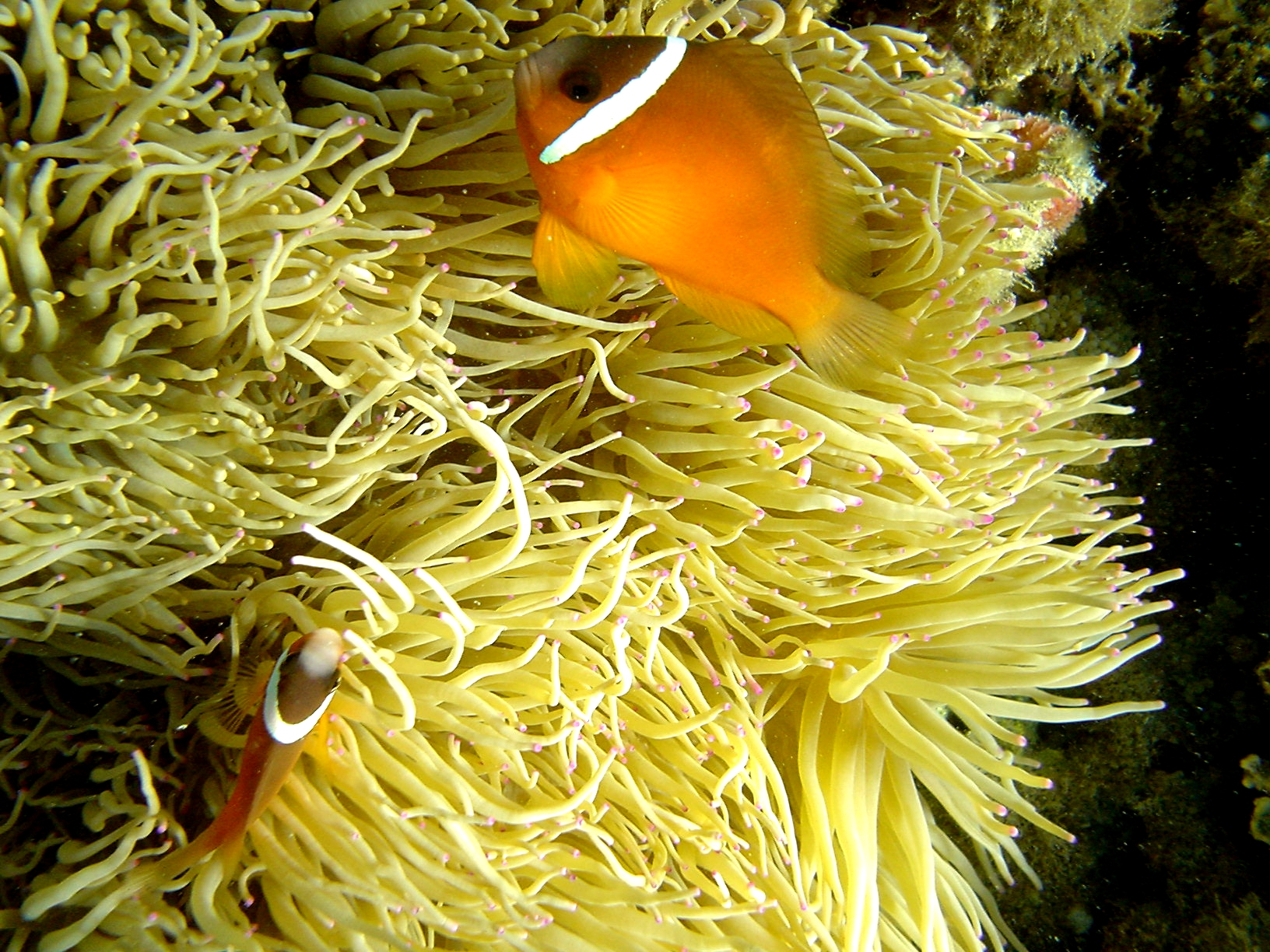
巴氏雙鋸魚(Amphiprion barberi)

## 經濟利用
為高經濟價值的觀賞魚。